# Rollag
Rollag este o comună din provincia Buskerud, Norvegia.